# 愛していると言ってくれ
『愛していると言ってくれ』（あいしているといってくれ）は、1995年7月7日から9月22日まで毎週金曜日22:00 - 22:54に、TBS系「金曜ドラマ」枠で放送された日本のテレビドラマ。主演は豊川悦司と常盤貴子。

## 概要
聴覚障害者の画家と女優の卵が、障害を乗り越えながら愛を深めるというストーリー。主演は豊川悦司と常盤貴子。第33回ギャラクシー賞テレビ部門大賞を受賞し、常盤は1995年度のエランドール賞新人大賞を受賞した。当時16歳だった矢田亜希子のデビュー作である。

ドラマ上で画家役の豊川悦司が描いた植物や人物の作品は、洋画家菅沼光児の作品である。
平均視聴率は21.3%、最終話で最高視聴率28.1%を記録。主題歌の「LOVE LOVE LOVE」（DREAMS COME TRUE）は売上が約250万枚の大ヒットとなりこの年のオリコン年間第1位となる。
2020年5月31日より6月21日までの毎週日曜日14:00 - 17:00に、「2020特別版」として再放送された。特別版では、主演の豊川と常盤のリモート対談も放送され、撮影当時の心情や役作りの意気込み、裏話などを語った。MBSでは、6月7日より7月19日まで同じく毎週日曜日12:54 ‐ 15:00まで、2話連続で再放送された。
2023年には韓国でリメイク版が製作・放送されている。

## 登場人物

### 主要人物
榊晃次（さかき こうじ）（30)
演 - 豊川悦司
新進青年画家。7歳の時に病気により聴覚を失う。そのため手話や筆談を用いて会話をする。10歳の頃母親に捨てられてからは、心に蓋をして生きてきたが、紘子に出会い心を開くようになる。紘子と付き合ってから耳が聞こえなくなって初めて声を出した。
水野紘子（みずの ひろこ）(23)
演 - 常盤貴子
女優の卵。アルバイトをしながら「劇団翼」で演技の勉強をしている。晃次とあるきっかけで出会い、恋に落ちる。実家は仙台で、両親と兄が布団屋を経営。
当初は紘子が聴覚を失うという設定だったが、晃次役の豊川が「僕が聴覚障害者ではいけませんか」と提案し、晃次が聴覚を失うという設定になった。

### 紘子の関係者
矢部健一（やべ けんいち）
演 - 岡田浩暉（当時To Be Continued）
紘子が所属する「劇団翼」の照明スタッフで幼馴染。紘子に想いを寄せる。
実家は仙台で民宿を経営。
吉田マキ（よしだ まき）
演 - 鈴木蘭々（第1話 - 第4話、第11話）
紘子のアルバイト先（公園の売店）の同僚で友人。妊娠が判明して売店を辞めることになる。
野田耕平（のだ こうへい）
演 - 塩見三省（第1話、第3話、第6話）
紘子が所属する「劇団翼」の劇作家。
鷺沢緑
演 - 高橋理恵子（第1話、第2話、第4話）
紘子が所属する「劇団翼」の女優。
小柴力（こしば りき）
演 - 甲本雅裕（第5話、第6話）
紘子のアルバイト先（宅配便）の先輩。

### 晃次の関係者
神崎薫（かんざき かおる）
演 - 余貴美子（第1話 - 第4話、第6話 - 第9話）
晃次が所属する篠崎画廊のマネージャー。晃次とはビジネスだけではない関係も結んでいるが特定の恋人関係ではない。
藪下清（やぶした きよし）
演 - 相島一之（第2話 - 第4話、第6話、第9話）
晃次と同じ篠崎画廊に所属する画家でライバル。晃次の才能に激しく嫉妬しておりネチネチと嫌味や小言を言ってくる。
飯島
演 - 神保悟志（第2話）
晃次を取材した編集。
和田
演 - 森山米次（第2話）
晃次を取材したライター。
日野克彦（ひの かつひこ）
演 - 春田純一（第4話、第6話、第8話）
晃次が学生時代から通っていたカフェのマスター。
古谷昭夫
演 - 後藤友輔（当時To Be Continued）（第8話、第9話）
晃次の学生時代の同級生。
松原浩（まつばら ひろし）
演 - 生瀬勝久（第8話、第9話）
晃次の学生時代の同級生。ギャラリーマネージャー。
島田光（しまだ ひかる）
演 - 麻生祐未（第8話 - 第10話）
晃次の元恋人。別の男性と見合いして結婚し一児を儲けたが、離婚して東京へ戻ってきた。女手一つで育てるため、夜の仕事をしている。
島田学（しまだ まなぶ）
演 - 三觜要介（第8話 - 第10話）
光の息子。

### 榊家
榊栞（さかき しおり）
演 - 矢田亜希子（第1話 - 第7話、最終話）
晃次の義妹。高校生。晃次を慕っている。手話に長けており、晃次が手話の出来ない者と会話をする際に手話通訳をすることがある。紘子をいじめていたが、後に紘子のことを認めている。
当初は大学生という設定だった。
榊伸吉（さかき のぶよし）
演 - 橋爪功（第2話、第7話）
晃次の父。栞の継父。手話が苦手であり、晃次との会話は栞に通訳を頼むか筆談で行っている。
榊敏子（さかき としこ）
演 - 赤座美代子（第5話）
伸吉の後妻。栞の実母であり、晃次の継母。
吉沢道子（よしざわ みちこ）
演 - 吉行和子（第2話、第6話、第7話）
伸吉の元妻。晃次の実母。聴覚を失った幼い息子を育てる自信を失い、捨てるかのように家を出てしまった。現在は北日本の旅館で住み込みで働いており、独身。

## 主題歌・挿入歌
- 主題歌 - DREAMS COME TRUE「LOVE LOVE LOVE」（エピックレコードジャパン）
- 挿入歌 - DREAMS COME TRUE「嵐が来る」（エピックレコードジャパン）
  - サウンドトラック「愛していると言ってくれ オリジナル・サウンドトラック」（Epic/Sony Records）

## スタッフ
- 脚本 - 北川悦吏子
- 音楽 - 中村正人（DREAMS COME TRUE）
- 演出 - 生野慈朗、土井裕泰、福澤克雄
- 制作補 - 北川雅一
- プロデューサー - 貴島誠一郎

## 受賞歴
- 第6回ザテレビジョンドラマアカデミー賞[3][4]
  - 最優秀作品賞
  - 主演男優賞（豊川悦司）
  - 主演女優賞（常盤貴子）
  - 主題歌賞（DREAMS COME TRUE）
  - 新人俳優賞（矢田亜希子）
  - ベストドレッサー賞（豊川悦司）
  - 脚本賞（北川悦吏子）
  - タイトルバック賞（生野慈朗）

- 第5回TVLIFE年間ドラマ大賞[5]
  - 最優秀作品賞
  - 主演俳優賞（豊川悦司）
  - 主題歌賞（DREAMS COME TRUE）
- 第33回ギャラクシー賞
  - テレビ部門大賞
- エランドール賞
  - 第一回新人大賞（常盤貴子）

## 放送日程
| 各話                                                           | 放送日        | サブタイトル | 演出     | 視聴率 |
| -------------------------------------------------------------- | ------------- | ------------ | -------- | ------ |
| Vol.1                                                          | 1995年7月07日 | 出逢い       | 生野慈朗 | 17.5%  |
| Vol.2                                                          | 1995年7月14日 | 約束         | 生野慈朗 | 16.4%  |
| Vol.3                                                          | 1995年7月21日 | 涙           | 土井裕泰 | 17.2%  |
| Vol.4                                                          | 1995年7月28日 | キッス       | 土井裕泰 | 21.5%  |
| Vol.5                                                          | 1995年8月04日 | 会えない     | 生野慈朗 | 20.2%  |
| Vol.6                                                          | 1995年8月11日 | 過去         | 土井裕泰 | 20.4%  |
| Vol.7                                                          | 1995年8月18日 | 再会         | 生野慈朗 | 20.6%  |
| Vol.8                                                          | 1995年8月25日 | 秘密         | 生野慈朗 | 24.9%  |
| Vol.9                                                          | 1995年9月01日 | 疑惑         | 福澤克雄 | 21.1%  |
| Vol.10                                                         | 1995年9月08日 | 悲劇         | 土井裕泰 | 23.9%  |
| Vol.11                                                         | 1995年9月15日 | 別離         | 土井裕泰 | 24.2%  |
| Vol.12                                                         | 1995年9月22日 | 僕の声       | 生野慈朗 | 28.1%  |
| 平均視聴率 21.3%（視聴率はビデオリサーチ調べ、関東地区・世帯） |               |              |          |        |

## 関連商品
- 北川悦吏子『愛していると言ってくれ』（1997年、角川文庫）
- 「愛していると言ってくれ BOXセット」ASIN: B00005HNEL

## 韓国リメイク版
2023年11月27日から2024年1月16日まで、ENAにて毎週月曜日・火曜日に放送された。日本ではDisney+にて本国での放送開始と同時に独占配信されている。

### キャスト
主要人物
- チャ・ジヌ（榊晃次）: 	チョン・ウソン
  - 聴覚障害を持つ画家。44歳[8]。
- チョン・モウン（水野紘子）: シン・ヒョンビン
  - 俳優志望の女性。33歳[8]。本職はCA[9]。

ジヌの周辺人物
- ソン・ソギョン：キム・ジヒョン
  - ジヌの大学時代の同級生で元恋人。現在はアートセンターの館長を務めている。父親が聴覚障害を持っていることもあり、手話に慣れている[10]。
- ホン・ギヒョン：ホ・ジュンソク
  - ジヌの友人。保育園時代からの付き合いであり、ジヌが唯一本音を打ち明けられる人物。バーを経営している[10]。
- クォン・ドフン：パク・ギドク
  - 有名画家で、ジヌとソギョンとは大学時代の同級生。ジヌに対し劣等感を抱いている[10]。かつてはソギョンに恋心を抱いていた[11]。
- ウン・ソヒ：チョン・セビョル
  - ギヒョンの妻で、聴覚障害者[9]。

モウンの周辺人物
- ユン・ジョハン：イ・ジェギュン
  - モウンの10年来の友人で、作曲家兼音楽プロデューサー[12]。
- チョン・モダム：シン・ジェフィ
  - モウンの弟。ヘルストレーナーの仕事をしている[11]。
- チョン・ジピョン：カン・シンイル
  - モウンの父。
- ナ・エスク：キム・ミギョン
  - モウンの母。

その他
- オ・ジユ：パク・ジンジュ
  - アートセンターの職員で、経営支援チームに所属[11]。
- コ・ウヒ：チャ・ミギョン
  - ジヌの実の母親。認知症を患っている[13]。
- コン・マンホ：イ・スンチョル
  - ウヒの夫[13]。